# Charlie Heaton
Charlie R. Heaton, född 6 februari 1994 i Leeds i West Yorkshire, är en brittisk skådespelare och musiker. Han är bland annat känd för rollen som Jonathan Byers i Netflix-serien Stranger Things.

## Bakgrund och familj
Heaton är son till Crispy Heaton och Michelle "Shelly" Lowe. Hans far är musiker och är den som väckt Charlies intresse för musik. Heaton flyttade till London vid 16 års ålder och gick med i noise-rock-bandet Comanechi som trummis. Han spelade i bandet i mer än ett år och bytte sedan till det Londonbaserade psykedeliska bandet, Half Loon.
Charlie Heaton hade tidigare en relation med musikern Akiko Matsuura och de fick en son 2014. Sedan 2017 är han tillsammans med Natalia Dyer från Stranger Things.

## Karriär
2015 gjorde Heaton sin skådespelardebut med ITV-kriminaldramaserien DCI Banks, där han spelade rollen som Gary McCready. Han dök sedan upp som Riley i ITV-detektivserien Vera. Han gästspelade i BBC Ones medicinska dramaserie Casualty som Jason Waycott. År 2016 dök han upp i thrillerfilmen Shut In, tillsammans med Naomi Watts och Oliver Platt. Heaton spelar också Jonathan Byers i Netlix science fiction skräckserie Stranger Things. 2016 spelade han huvudrollen i filmen As You Are.
I maj 2017 tilldelades Heaton rollen som Samuel "Sam" Guthrie / Cannonball i New Mutatants, en 2020-film som är baserad på Marvel Comics serietidning med samma namn. I augusti 2018 meddelande BBC att Heaton skulle spela Joseph Merrick, allmänt är känd som "Elefantmannen", i en ny dramafilm i 2 delar.

## Filmografi

### Filmer
| År   | Titel                           | Roll                        | Anmärkningar                        |
| ---- | ------------------------------- | --------------------------- | ----------------------------------- |
| 2015 | The Schoolboy                   | Michael Stevens             | Kortfilm                            |
| 2015 | Rise of the Footsoldier Part II | Dealer                      | Originaltitel: Reign of the General |
| 2015 | Urban & the Shed Crew           | Frank                       |                                     |
| 2016 | As You Are                      | Mark                        |                                     |
| 2016 | Shut In                         | Stephen Portman             |                                     |
| 2017 | Marrowbone                      | Billy                       |                                     |
| 2020 | The New Mutants                 | Samuel Guthrie / Cannonball | Efterbearbetning                    |
| TBA  | The Souvenir Part II            |                             | Efterbearbetning                    |

### TV
| År    | Titel           | Roll                          | Anmärkningar                                             |
| ----- | --------------- | ----------------------------- | -------------------------------------------------------- |
| 2015  | DCI Banks       | Gary McCready                 | 2 avsnitt                                                |
| 2015  | Vera            | Riley                         | Avsnitt: "Changing Tides"                                |
| 2015  | Casualty        | Luke Dickinson, Jason Waycott | Avsnitt: "Sweetie", Episode: "The Department of Secrets" |
| 2016– | Stranger Things | Jonathan Byers                | Huvudroll                                                |

## Utmärkelser och nomineringar
| År   | Utmärkelse                 | Kategori                                                 | Nominerat arbete | Resultat  | Ref.   |
| ---- | -------------------------- | -------------------------------------------------------- | ---------------- | --------- | ------ |
| 2017 | Screen Actors Guild Awards | Outstanding Performance by an Ensemble in a Drama Series | Stranger Things  | Vann      | [ 16 ] |
| 2017 | Gold Derby Awards          | Best Ensemble of the Year                                | Stranger Things  | Nominerad | [ 17 ] |
| 2018 | Screen Actors Guild Awards | Outstanding Performance by an Ensemble in a Drama Series | Stranger Things  | Nominerad | [ 18 ] |
| 2018 | Teen Choice Awards         | Choice Scene Stealer                                     | Stranger Things  | Nominerad | [ 19 ] |